# 丧乱帖

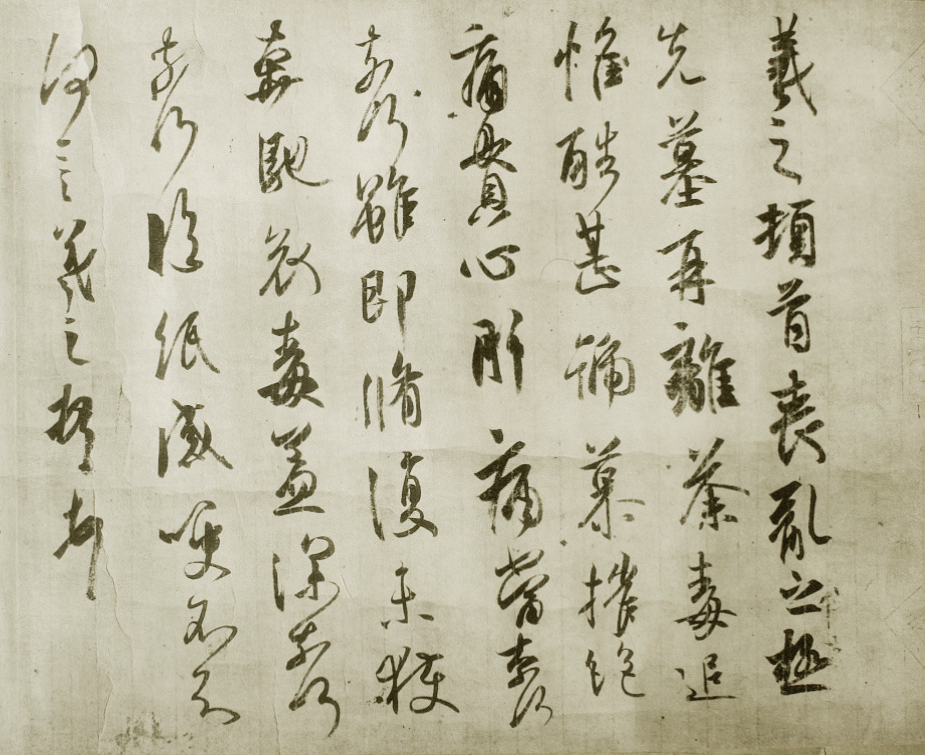
日本留有喪亂帖的唐代複製品。

《丧乱帖》，中国晋朝书法家王羲之的著名书法作品，原迹已不存。現在所保存的是日本當年遣唐時所帶來的臨摹品。

## 現在最古的版本
由於原物已經佚失，而日本皇室傳承的收藏中，有一件摹本成為惟有的早期留存，与《二谢帖》和《得示帖》连成一纸，纵长28.7厘米，共八行62字，据考证早在圣武天皇之时便已传入。
此帖经过中国和日本专家联合研究，判定其为唐朝根据梁代徐僧权藏本的押缝原样双勾填墨的摹本，不過當年派何人進庫抄錄，並藉遣唐使贈送天皇手中的時間點與過程已不知。而该摹本流传至日本千年之后，于2006年3月分别在日本东京和中国上海有过一次公开展出，後來在2025年大阪世博會期間再次展出，現為日本國寶之一。

## 內容
帖文內容，主要描述王在遭遇動亂後的心情：
|  | 羲之顿首丧乱之极 先墓再离荼毒追 惟酷甚号慕摧绝 痛贯心肝痛当奈何 奈何虽即修复未获 奔驰哀毒盖深奈何 奈何临纸感哽不知 何言羲之顿首顿首 |

1. ↑  . 典藏ARTouch.com. 2023-02-08  [2025-07-20] （中文（臺灣））.
2. ↑  sina_mobile. . news.sina.cn. 2025-04-27  [2025-07-20].